# 1934 en science-fiction
| Années de la science-fiction : 1931 - 1932 - 1933 - 1934 - 1935 - 1936 - 1937    |
| Décennies de la science-fiction : 1900 - 1910 - 1920 - 1930 - 1940 - 1950 - 1960 |

L'année 1934 a été marquée, en matière de science-fiction, par les événements suivants.

## Naissances et décès

### Naissances
- 23 janvier : Michel Jeury, écrivain français, mort en 2015.
- 5 mars : Jacques Sadoul, éditeur et écrivain français, mort en 2013.
- 27 mai : Harlan Ellison, écrivain américain, mort en 2018.
- 31 mai : Jacques Goimard, écrivain et éditeur français, mort en 2012.
- 16 août : Andrew J. Offutt, écrivain américain, mort en 2013.
- 2 octobre : David Vincent, personnage de fiction dans la série Les Envahisseurs.
- 22 septembre : Paul-Jean Hérault, écrivain français, mort en 2020.
- 9 novembre :  Carl Sagan, scientifique, astronome et écrivain américain, mort en 1996.
- 28 décembre : Alasdair Gray, écrivain britannique, mort en 2019.

## Prix
La plupart des prix littéraires de science-fiction actuellement connus n'existaient alors pas.

## Parutions littéraires

### Romans
- La Légion de l'espace par Jack Williamson.
- Triplanétaire par Edward Elmer Smith.

### Nouvelles
- Odyssée martienne par Stanley G. Weinbaum.
- Train de nuit dans la Voie lactée par Kenji Miyazawa.

## Sorties audiovisuelles

### Films
- L'Or par Karl Hartl et Serge de Poligny.
- Le Maître du monde par Harry Piel.
- Le Monde sans masque par Harry Piel.
- The Vanishing Shadow par Lew Landers.